# Vanessa itea
Vanessa itea — дневная бабочка из семейства нимфалид. Маорийское название — kahukowhai, что означает «жёлтая накидка». Встречается в Австралии, Новой Зеландии, на острове Лорд-Хау и острове Норфолк. Размах крыльев 48—55 мм.
Предпочитает открытые пространства, пустоши и сады, где произрастают Urtica incisa и крапива жгучая (Urtica urens), являющиеся кормовой базой для гусениц.

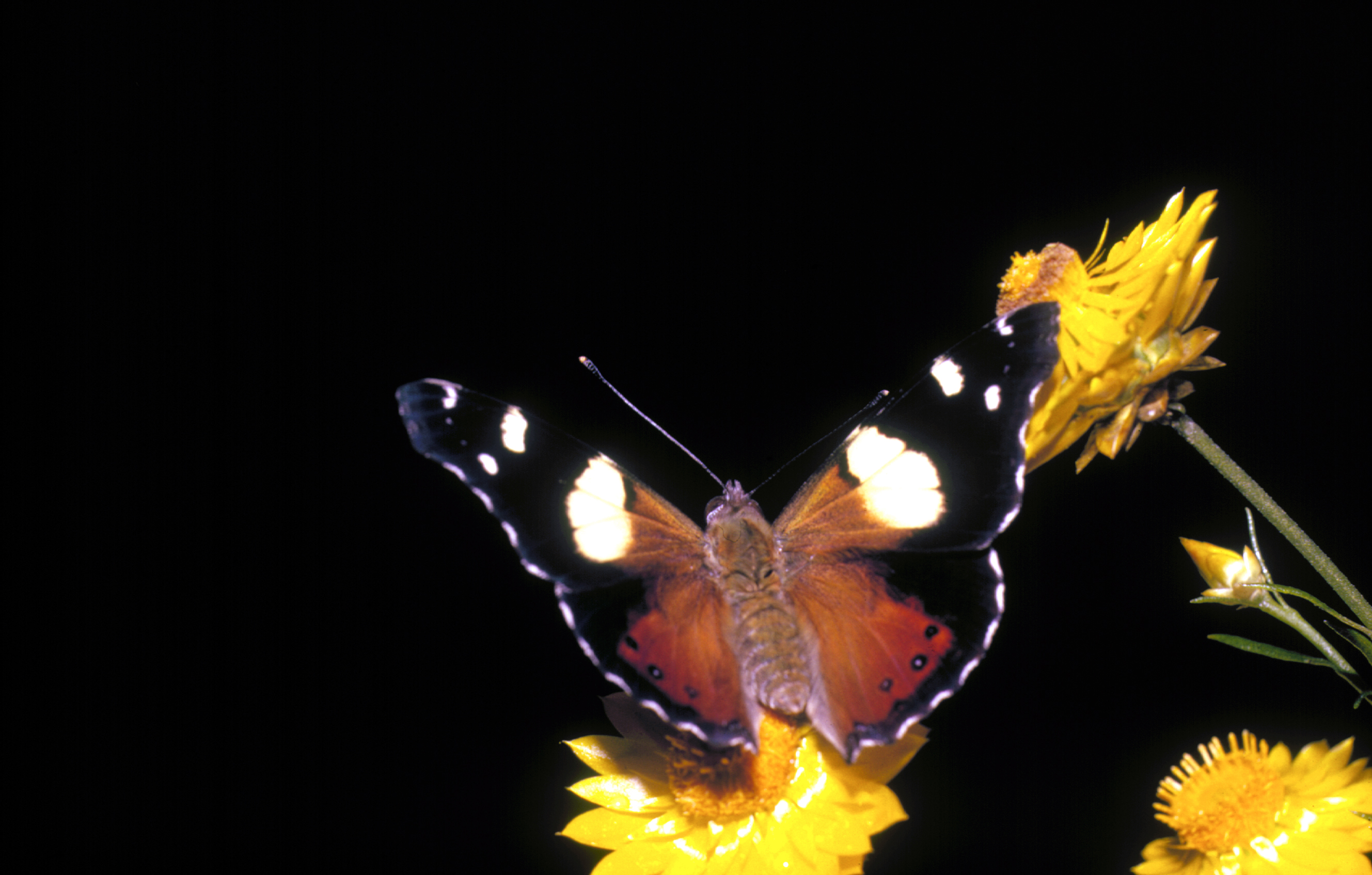
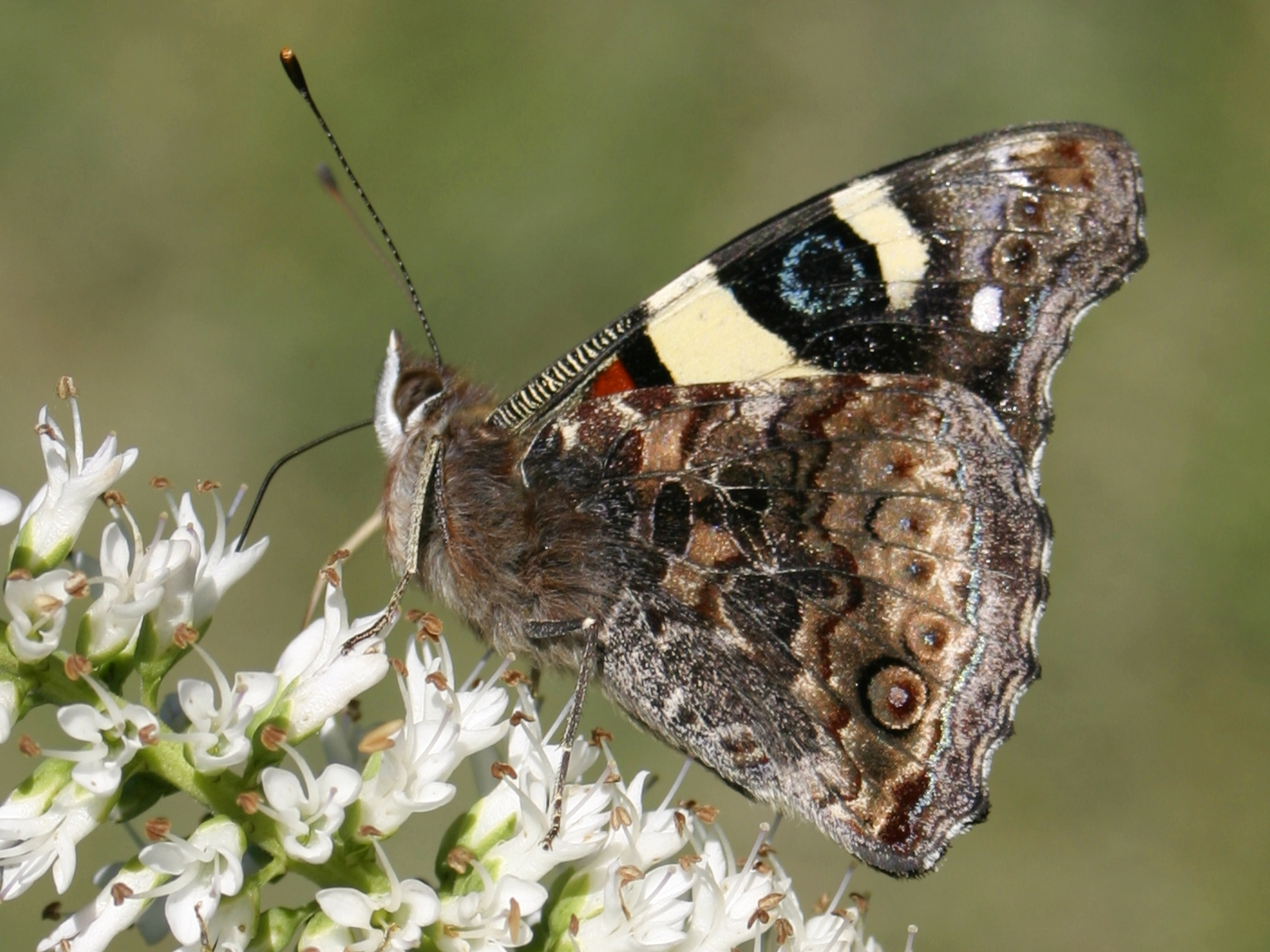